# Pavuluru
Pavuluru är en ort i Indien.   Den ligger i distriktet Prakasam och delstaten Andhra Pradesh, i den södra delen av landet, 1 500 km söder om huvudstaden New Delhi. Pavuluru ligger 137 meter över havet och antalet invånare är 10 524.
Terrängen runt Pavuluru är huvudsakligen platt. Pavuluru ligger uppe på en höjd. Runt Pavuluru är det ganska tätbefolkat, med 239 invånare per kvadratkilometer. Närmaste större samhälle är Vetāpālem, 16,9 km öster om Pavuluru. Trakten runt Pavuluru består till största delen av jordbruksmark.